# Grammodes boisdeffrei
Grammodes boisdeffrei är en fjärilsart som beskrevs av Charles Oberthür 1876. Grammodes boisdeffrei ingår i släktet Grammodes och familjen nattflyn. Inga underarter finns listade i Catalogue of Life.